# Constantin Feoktistov (réalisateur)
Pour les articles homonymes, voir Feoktistov.
Constantin Feoktistov (en russe : Константи́н Алекса́ндрович Феокти́стов), né le 24 mars 1981 à Karaganda, est un réalisateur de films d'animation russe.

## Filmographie
- 2012 : Les Trois Chevaliers : Sur des rivages lointains (Три богатыря. На дальних берегах)
- 2015 : Les Trois Chevaliers : le coup du cavalier (Три богатыря: Ход конём)
- 2017 : Les Trois Chevaliers et le Roi des mers (Три богатыря и Морской царь)
- 2017 : Les Trois Chevaliers et la princesse d'Égypte (Три богатыря и Морской царь)
- 2019 : Ivan Tsarévitch et le Loup gris 4 (Иван Царевич и Серый волк 4), co-réaisé avec Darina Schmidt
- 2020 : Le Cheval Youli et les Grandes Courses de chevaux (Конь Юлий и большие скачки), co-réalisé avec Darina Schmidt

## Prix et distinctions
- 14e cérémonie des Aigles d'or : meilleur film d'animation pour Les Trois Chevaliers : le coup du cavalier